# Ludwig Osthelder
Ludwig Osthelder (* 29. November 1877 in Frankenthal; † 9. Februar 1954 in Kochel am See) war ein bayerischer Jurist und Verwaltungsbeamter.

## Leben und Beruf
Der aus der bayerischen Pfalz stammende Ludwig Osthelder studierte Rechtswissenschaften in München und war Mitglied der Studentenverbindung Akademischer Gesangverein München im SV. Er trat 1905 in den bayerischen Staatsdienst ein. 1914/15 diente er im Ersten Weltkrieg. 1920 wurde er zum Oberregierungsrat, 1923 als juristischer Referent für Volksschulen und Berufsschulen zum Ministerialrat ernannt. 1932 wurde er Regierungspräsident der Bezirksregierung der Pfalz. Mit der Machtübernahme der Nationalsozialisten 1933 wurde er in den einstweiligen Ruhestand versetzt und übersiedelte wieder nach München. Seit 1943 lebte er in Kochel. Am 23. Mai 1945 wurde er vom Münchner Oberbürgermeister Karl Scharnagl zum Regierungspräsidenten von Oberbayern ernannt und am 24. Mai durch die Alliierte Militärregierung bestätigt. Er trat zum 31. Dezember 1948 in den Ruhestand. Osthelder starb 1954 in Kochel am See.
1919/20 bis 1922 war Osthelder Mitglied der Bayerischen Volkspartei (BVP), von 1949 bis 1951 Vorsitzender der Münchener Entomologischen Gesellschaft und Vorsitzender des 1949 in München gegründeten Landesverbandes der Pfälzer im rechtsrheinischen Bayern.
Osthelder ist der Urgroßvater des Vermögensverwalters und Botschafters des Souveränen Malteserordens Christian Freiherr von Mauchenheim gen. Bechtolsheim.